# Óscar Bagüí
Óscar Dalmiro Bagüí Angulo (Esmeraldas, 10 december 1982) is een Ecuadoraans voetballer die als linksachter speelt voor CS Emelec in de Campeonato Ecuatoriano de Fútbol. Hij debuteerde in het Ecuadoraans voetbalelftal in 2005.

## Clubcarrière
In 2003 begon Bagüí zijn professionele voetbalcarrière in 2003 bij Centro Deportivo Olmedo. Daarvoor was hij actief bij Atlético Argentino (2001–2002) en Deportivo Riestra (2002), laaggeklasseerde voetbalclubs uit Argentinië. In vijf jaar tijd speelde Bagüí ruim 170 competitieduels voor Olmedo, maar het kampioenschap in de eerste divisie werd niet behaald. In zijn eerste jaar speelde hij 26 duels – in hetzelfde seizoen dwong zijn club promotie af door de eerste plaats te bereiken in de Serie B. In 2008 tekende hij een contract bij Barcelona SC. Hij was twee seizoenen lang een vaste kracht in het elftal. In 2011 tekende hij bij CS Emelec, waar hij in zijn derde jaar landskampioen werd. Bagüí maakte zijn debuut op 30 januari tegen Club Deportivo Espoli (2–1). In het kampioensjaar speelde hij dertig competitiewedstrijden en maakte hij één doelpunt: in het met 3–1 gewonnen duel tegen CD Quevedo benutte hij in de blessuretijd een strafschop en bepaalde hij de eindstand.

## Interlandcarrière
Óscar Bagüí maakte zijn debuut in het Ecuadoraans voetbalelftal op 26 januari 2005. In Ambato stond hij in de basis tegen de vriendschappelijke wedstrijd tegen Panama (2–0). Voorafgaand aan het wereldkampioenschap voetbal 2006 in Duitsland kreeg hij geen oproep van toenmalig bondscoach Luis Fernando Suárez voor de selectie, maar een jaar later werd hij wel meegenomen naar Venezuela voor de Copa América. Daar speelde hij mee in alle groepswedstrijden; de drie interlands werden echter verloren en puntloos keerde hij terug naar huis. In 2007 speelde hij in totaal veertien interlands, waarna hij zes jaar niet meer in actie kwam. In 2013 maakte hij op 6 februari zijn comeback tegen Portugal (2–3 winst).
Op 14 mei 2014 werd bekendgemaakt dat Bagüí onderdeel uitmaakte van de Ecuadoraanse selectie voor het wereldkampioenschap voetbal 2014 in Brazilië. Hij speelde geen wedstrijd.

## Erelijst
CD Olmedo
- Serie B

2003
 CS Emelec
- Serie A

2013, 2014